# Biểu tình tại Đại học Columbia 1968
Vào năm 1968, hàng loạt các cuộc biểu tình đã diễn ra tại Đại học Columbia ở Thành phố New York, Hoa Kỳ cùng lúc với nhiều cuộc biểu tình của sinh viên diễn ra trên toàn cầu cùng năm. Các cuộc biểu tình bắt đầu diễn ra từ mùa Xuân sau khi sinh viên phát hiện mối liên hệ giữa trường và bộ máy ủng hộ sự tham gia của Hoa Kỳ trong Chiến tranh Việt Nam, cũng như những mối quan ngại của họ về một phòng tập thể dục phân biệt chủng tộc được xây dựng ở Công viên Morningside gần đó. Các cuộc biểu tình đã đến việc sinh viên chiếm đóng nhiều tòa nhà trong trường và cuối cùng Sở cảnh sát thành phố New York phải dùng bạo lực để giải tán người biểu tình.